# Insomnium
Insomnium est un groupe de death metal mélodique finlandais, originaire de Joensuu. Le groupe compte, à son actif, neuf albums studio, le dernier étant Anno 1696, publié en 2023.

## Biographie

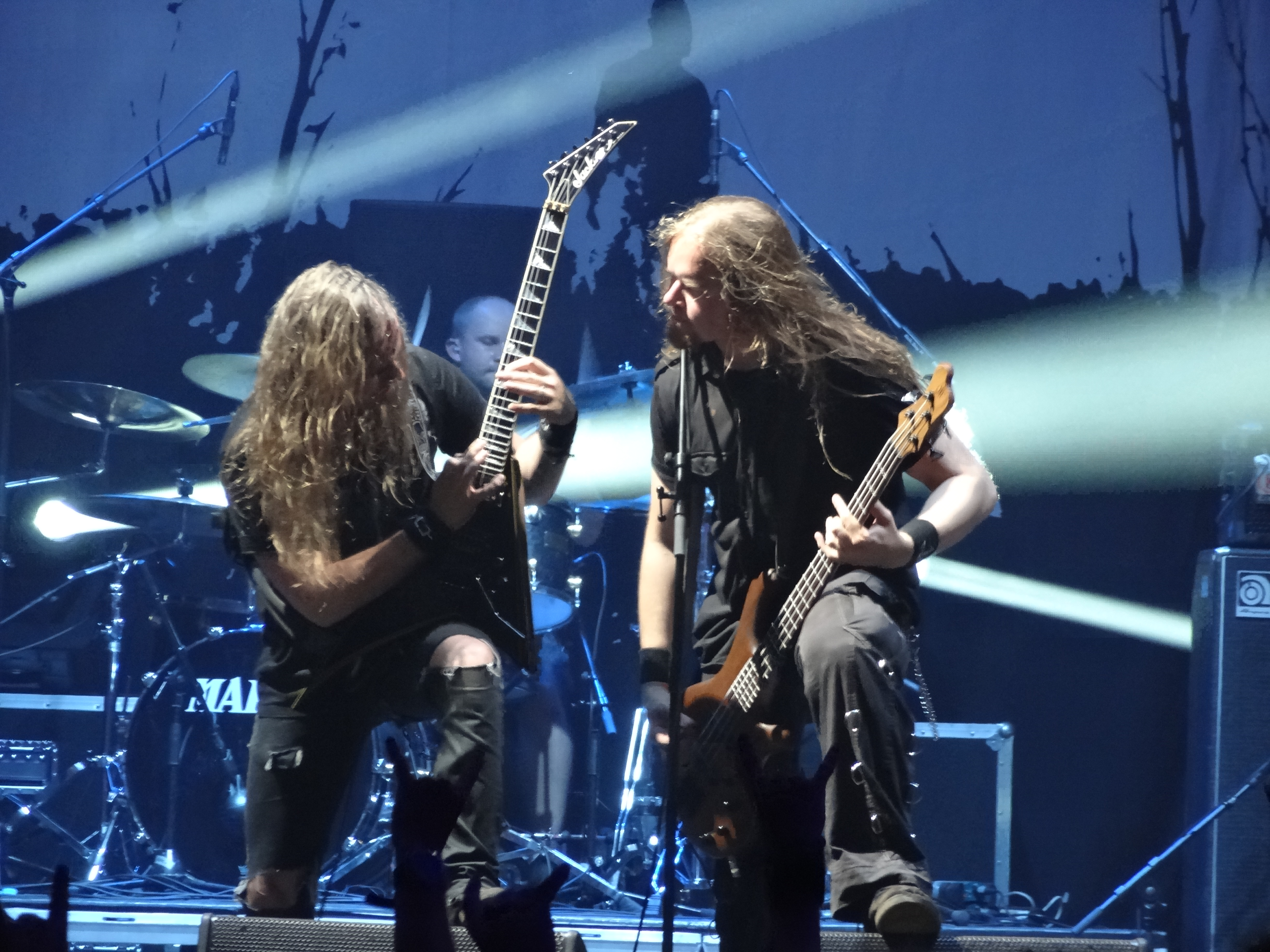
Insomnium au Wacken Open Air en 2012.

Insomnium est formé en 1997 à Joensuu par les musiciens Niilo Sevänen, Ville Friman, Markus Hirvonen et Tapani Pesonen. Mais cette formation ne reste pas stable puisqu'en 1998, Timo Partanen remplace Tapani Pesonen en tant que second guitariste. Lui-même sera remplacé plus tard par Ville Vänni. Une fois la formation stabilisée durablement, Insomnium part en studio pour composer ses premiers morceaux qui feront la démo Demo '99, qui reçoit des critiques globalement positives. 
En 2001, le groupe signe un contrat avec le label Candlelight Records sous lequel sort, en 2002, une autre démo. Elle est intitulée Underneath the Moonlit Waves. Quelques mois après la sortie de cette démo, Insomnium publie son premier véritable album studio, In the Halls of Awaiting. Cette sortie est suivie par celle de leur opus Since the Day it All Came Down deux années plus tard, puis en 2006 de l'album Above the Weeping World. En 2009 sort le quatrième opus du groupe, Across the Dark. Ce sera le dernier produit par le label Candlelight Records ; en août 2010, Insomnium annonce sa signature avec le label Century Media. Les membres du groupe expliquent qu'ils avaient fait ce choix pour que leur musique soit exportée hors de l'Europe et pour qu'ils puissent partir en tournée hors de l'Europe plus souvent. En septembre et octobre de cette même année, Insomnium part en tournée avec le groupe Dark Tranquillity au cours du Where-Death-is-Most-Alive Tour.
Pendant le mois d'octobre de l'année 2011, Insomnium publie One for Sorrow, son cinquième album. Le 31 du même mois, le guitariste Ville Vänni annonce son départ du groupe. Il sera remplacé par Markus Vanhala, qui est toujours guitariste au sein de la formation. Le 9 septembre 2011, Insomnium publie le clip de la chanson Through the Shadows issue de l'album. En novembre 2011, Insomnium embarque pour sa première tournée européenne avec Before the Dawn et MyGRAIN. En 2013, ils publient le single Ephemeral, issu de leur album à venir en 2014. En fin avril 2014, le groupe sort son sixième album, Shadows of the Dying Sun.
Le 23 septembre 2016, Insomnium a publié Winter's Gate chez Century Media Records. Mixé par Dan Swanö au studio Unisound AB en Suède, il s'agit d'un album-concept construit autour d'un seul titre de 40 minutes, imaginé par le chanteur et bassiste Niilo Sevänen, narrant l'histoire d'un groupe d'explorateurs Vikings partis à la recherche d'une île légendaire à l'Ouest de l'Irlande, malgré le terrible hiver leur faisant face. L'histoire complète est retranscrite sous la forme d'un livre accompagnant l'album, traduit en anglais, finlandais et allemand, avec des illustrations de l'artiste Teemu Tähkänen.
Le 16 juillet 2019, Insomnium annonce la sortie le 4 octobre de l'album Heart Like a Grave sur sa page Facebook; le groupe annonce également le recrutement du guitariste Jani Liimatainen, qui commence immédiatement à jouer avec eux en concert.
Le 16 février 2024, Insomnium annonce sur sa page Facebook qu'ils sont contraints de se séparer du guitariste Jani Liimatainen, et que dorénavant le groupe continuera avec quatre membres.

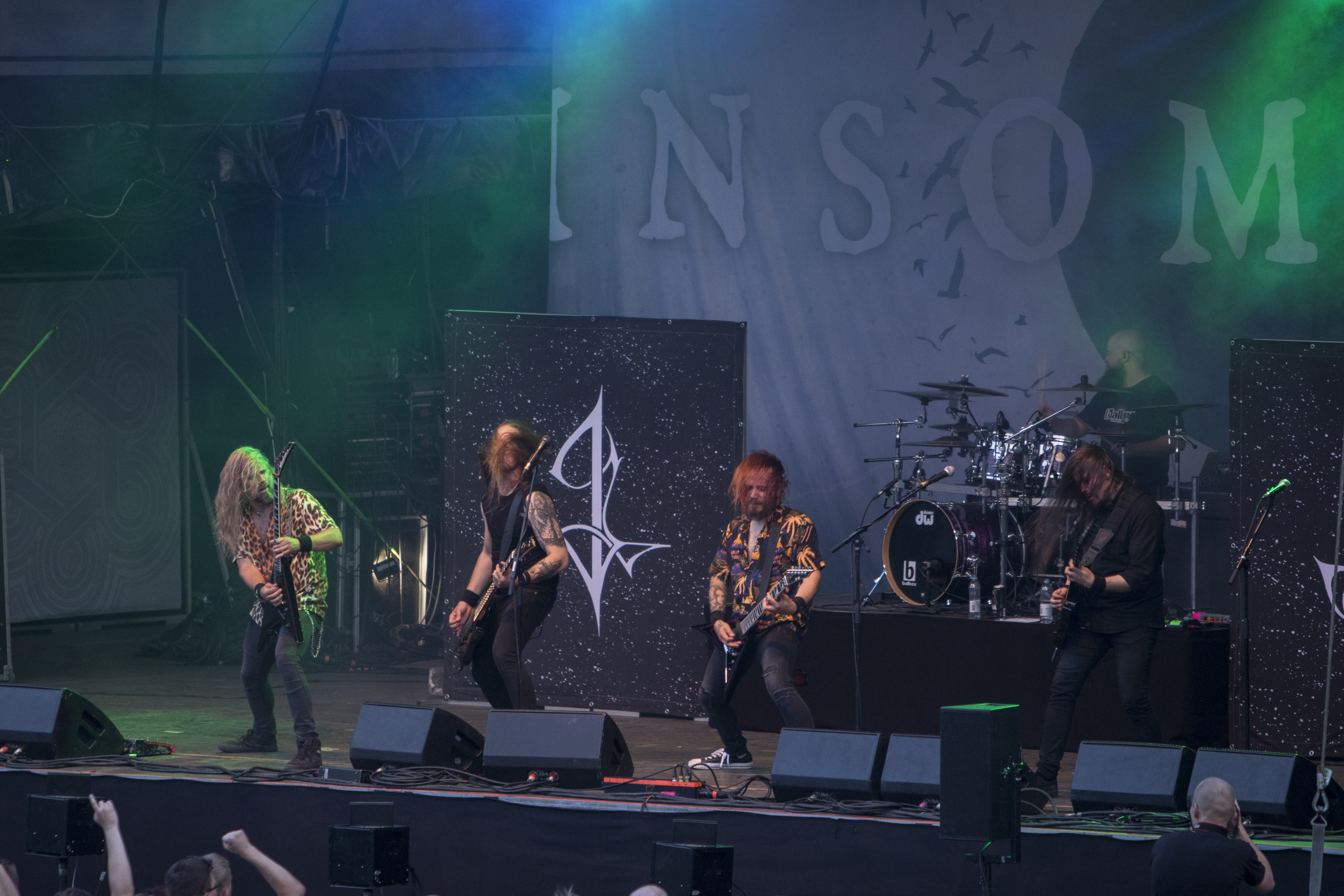
Insomnium au John Smith Festival en 2019.

## Style musical
Insomnium a comme principales influences musicales les groupes de death metal mélodique suédois des années 1990, comme In Flames, At The Gates ou encore Dark Tranquillity. Ils sont aussi très influencés par Opeth ou Omnium Gatherum. Leur musique est un mariage de death metal scandinave et d'airs traditionnels finlandais, produisant un son accrocheur mais progressif, mélodique mais brutal, et combinant agressivité et riffs violents à une atmosphère mélancolique (selon le groupe lui-même). 
Des influences doom metal sont aussi présentes, principalement au niveau de l'atmosphère qui se fait lente, triste et mélancolique et parfois même oppressante, et les textes des chansons qui parlent de tristesse, de mort et de perte d'êtres chers. Le groupe a créé un son particulier et reconnaissable, constitué d'une atmosphère lourde et emplie de mélancolie, avec des vocaux gutturaux et profonds. Cette atmosphère est intensifiée par certaines paroles inspirées (voire parfois empruntées) à des auteurs romantiques ou classiques, tels que Edgar Allan Poe, Friedrich Hölderlin, ou encore Eino Leino.

## Membres

### Membres actuels
- Niilo Sevänen – basse, chant (depuis 1997)
- Markus Hirvonen – batterie  (depuis 1997)
- Markus Vanhala − guitare (depuis 2011)
- Ville Friman – guitare (depuis 1997), chant clair  (depuis 2011)

### Anciens membres
- Tapani Pesonen − guitare (1997−1998)
- Timo Partanen − guitare (1998−2001)
- Ville Vänni − guitare (2001−2011)
- Jani Liimatainen – guitare, chant clair  (2019-2024)

## Vidéographie

### Clips vidéo
- 2002 : The Elder, tiré de In The Hall of Waiting
- 2006 : Mortal Share, tiré de Above the Weeping World
- 2009 : Down With the Sun, tiré de Across the Dark
- 2011 : Through the Shadows, tiré de One For Sorrow
- 2012 : Regain the Fire, tiré de One For Sorrow
- 2014 : While We Sleep, tiré de Shadows Of The Dying Sun
- 2019 : Heart Like A Grave, tiré de Heart Like A Grave, dirigé par Vesa Ranta
- 2019 : Valediction, tiré de Heart Like A Grave, dirigé par Vesa Ranta
- 2021 : The Conjurer, tiré de l'EP Argent Moon - EP, dirigé par Vesa Ranta
- 2021 : The Reticent, tiré de l'EP Argent Moon - EP, dirigé par Vesa Ranta
- 2021 : The Antagonist, tiré de l'EP Argent Moon - EP, dirigé par Ville Lipiäinen
- 2021 : The Wanderer, tiré de l'EP Argent Moon - EP, dirigé par Ville Lipiäinen
- 2022 : Lilian, tiré de l'album Anno 1696
- 2022 : White Christ, tiré de l'album Anno 1696, réalisé par Riivata Visuals avec la participation de Sakis Tolis (Rotting Christ)
- 2023 : The Witch Hunter, tiré de l'album Anno 1696
- 2023 : Song Of The Dusk, tiré de l'EP du même nom

### Lyric vidéos
- 2019 : Pale Morning Star, tiré de Heart Like A Grave, dirigé par Vesa Ranta

### Live Clips
- 2011 : Weather The Storm, tiré de One For Sorrow
- 2012 : One For Sorrow, tiré de One For Sorrow
- 2012 : Only One Who Waits, tiré de One For Sorrow